# Machimus rufescens
Machimus rufescens är en tvåvingeart som beskrevs av Pavel Lehr 1975. Machimus rufescens ingår i släktet Machimus och familjen rovflugor. Inga underarter finns listade i Catalogue of Life.